# Hrabstwo Jefferson (Floryda)
Jefferson – hrabstwo w stanie Floryda, w USA. Jego siedzibą administracyjną jest Monticello.
Powierzchnia hrabstwa to 1649 km² (w tym 101 km² stanowią wody). Z gęstością 9,7 os./km² należy do najsłabiej zaludnionych hrabstw Florydy. 

## Miejscowości
- Monticello

## Sąsiednie hrabstwa
- Hrabstwo Thomas, Georgia – północ
- Hrabstwo Brooks, Georgia – północny wschód
- Hrabstwo Madison – wschód
- Hrabstwo Taylor – południowy wschód
- Hrabstwo Wakulla – południowy zachód
- Hrabstwo Leon – zachód

## Demografia
Według spisu z 2020 roku liczy 14 510 mieszkańców, co oznacza spadek o 1,7% w porównaniu z poprzednim spisem z roku 2010. Według danych pięcioletnich z 2022 roku 65,3% to biali (61,4% nie licząc Latynosów), 31,5% czarnoskórzy lub Afroamerykanie, 1,8% miało rasę mieszaną, 0,8% Azjaci i 0,6% to rdzenna ludność Ameryki. Latynosi stanowili 4,9% populacji hrabstwa.

## Religia
W 2020 roku większość mieszkańców to ewangelikalni i afroamerykańscy protestanci, zrzeszeni głównie w baptystycznych, metodystycznych i bezdenominacyjnych kościołach. Katolicy i świadkowie Jehowy mieli podobną liczbę wyznawców i stanowili łącznie 3,4% populacji.

## Polityka
W wyborach prezydenckich w 2020 roku, 53% głosów otrzymał Donald Trump i 46,1% przypadło dla Joe Bidena.  